# La Trouffette
La Trouffette is een Belgisch bier van hoge gisting.
Het bier wordt gebrouwen in Brasserie de Bastogne te Vaux-sur-Sûre. Het bier is genoemd naar een folkloristisch dorpspersonage Trouffet uit Bastenaken, voor het eerst beschreven in de roman L’Ange de la Maison Forte van Joseph Collin uit 1881. De folkloristisch groep Géants de Bastogne heeft ook een gelijknamige reus. Het eerste bier La Trouffette Blonde werd gelanceerd op 26 januari 2008 en werd toen in opdracht gebrouwen bij Brasserie Artisanale de Rulles. Sinds december 2008 worden de bieren gebrouwen in de eigen brouwinstallatie van Brasserie de Bastogne.

## Varianten
- Blonde, blond bier met een alcoholpercentage van 6%
- Rousse, amberkleurig bier met een alcoholpercentage van 7,5%
- Brune, roodbruin bier met een alcoholpercentage van 6,8%
- Belle d'été, goudblond zomerbier met een alcoholpercentage van 6%
- Givrée, bruin winterbier met een alcoholpercentage van 8%